# Alquèssar
Alquèssar (Alquezra en aragonès, i officialment, Alquézar) és un municipi aragonès situat a la província d'Osca i enquadrat a la comarca del Somontano de Barbastre.

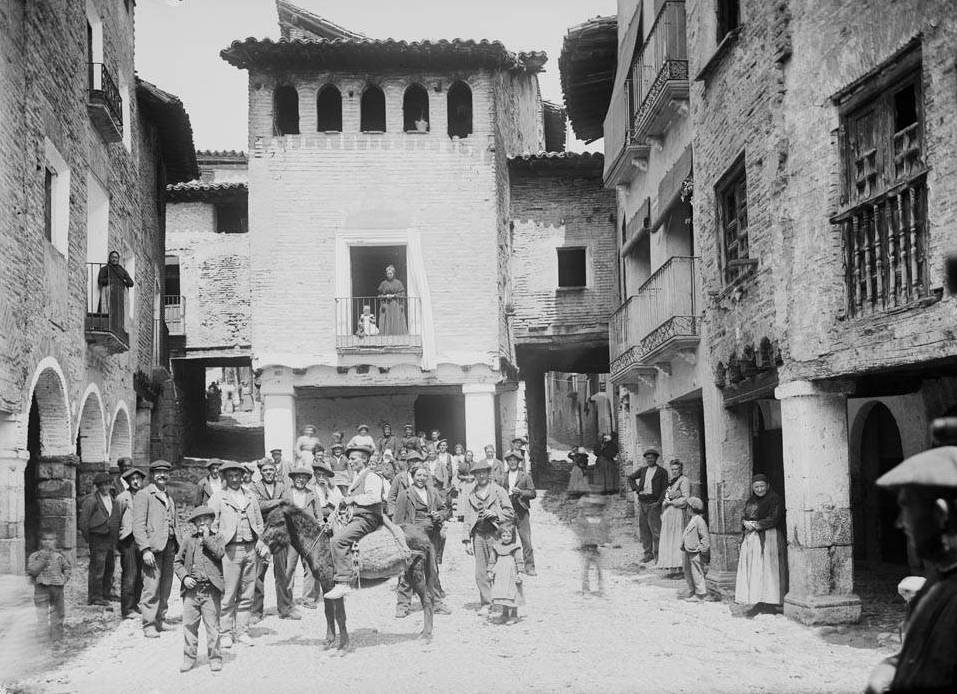
Plaça Major d'Alquèssar, al 1907

Es tracta d'un poble turístic, declarat patrimoni històricoartístic pel seu conjunt medieval, format per un castell-col·legiata, situat al capdamunt d'una penya, juntament amb un poble de carrers estrets i cases de pedra. Tots els voltants del poble són formats per muntanyes i cingleres, així com el riu Vero, que passa engorjat al voltant del poble.
Els barris Meles i Mierlas van donar com a resultat Radiquero, poble del municipi situat a 636 metres sobre el nivell de la mar.